# Kriminalvårdsreformen 1974
Kriminalvårdsreform 1974 innebar en stor förändring av det svenska fängelsesystemet. Innan reformen hade Sverige ett system med stränga straff och fängelser som fokuserade på bestraffning och avskräckande åtgärder. Reformen 1974 genomfördes i syfte att humanisera det svenska fängelsesystemet.

## Bakgrund och historia
Åren 1965–1976 var en period med ökad brottslighet och allt allvarligare brottslighet i Sverige. Läget ansågs vara oroande och rättsväsendet ställdes inför stora utmaningar och krav.

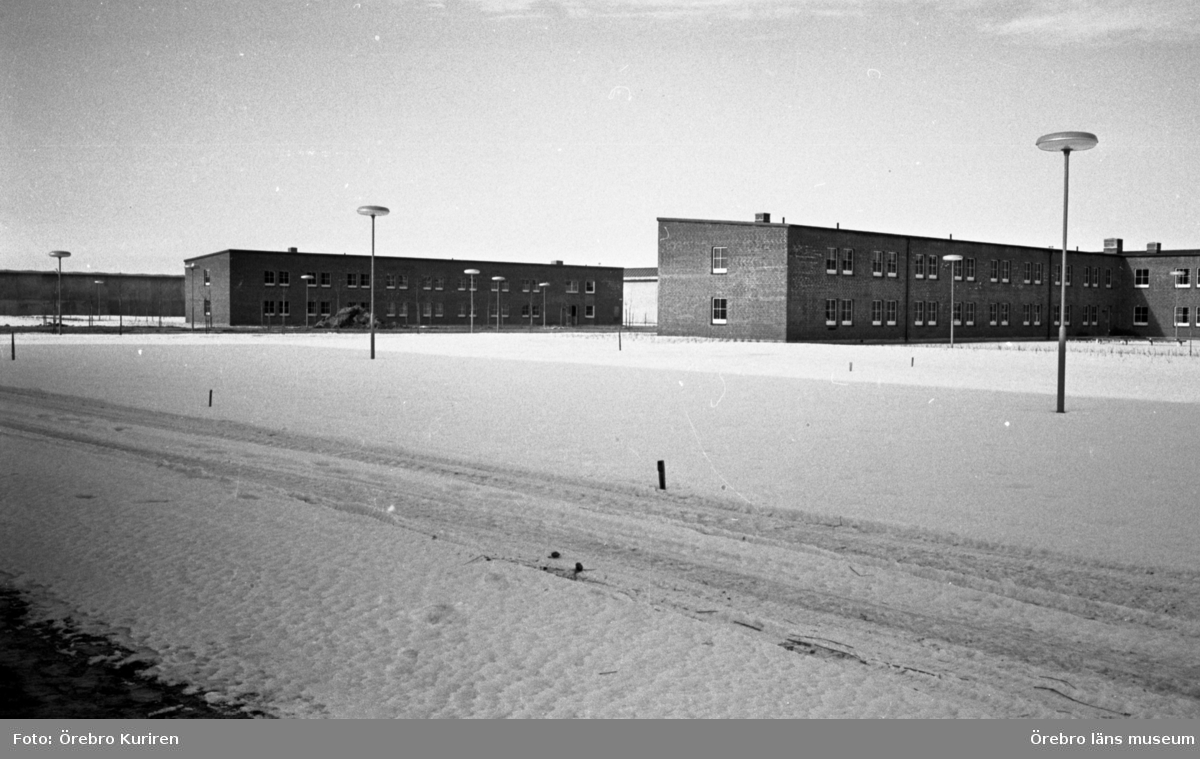
Kumlaanstalten år 1965.

 År 1965, efter flera decenniers reformarbete, hade brottsbalken trätt i kraft. Brottsbalken innehåller Sveriges mest centrala straffrättsliga lagstiftning. Frågor som bland annat vad som är ett brott och vilken påföljd som ska följa en viss brottslig gärning regleras i balken. Polisen hade förstatligats samma år och förväntades därför ha en mer effektiv organisation än tidigare. Flera nya industrifängelser hade planerats. Ett av dessa var Kumlaanstalten som stod inflyttningsklar år 1965. Förhoppningarna var att återfallen bland kriminella skulle minska i slutna anstalter när de intagna behandlades. Behandlingen innebar att försöka motverka återfall genom exempelvis kognitiv beteendeterapi. År 1965 hade Sveriges första professor i kriminologi tillsatts med förväntningarna att ta fram forskning som var relevant för kriminalpolitiken.

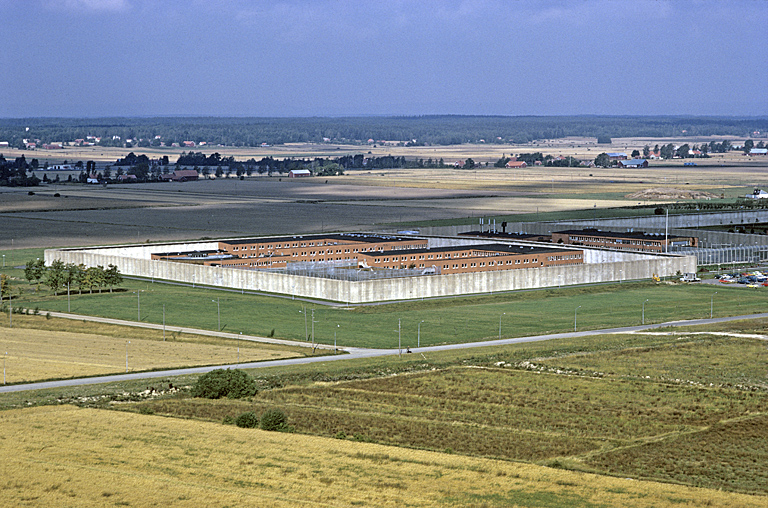
Kumlaanstalten på 1970-talet.

### KRUM:s inverkan på kriminalvårdsreformen
Under 1960-talet eskalerade debatten kring kriminalvård och anstalt i Sverige. Det diskuterades att fångar beter sig annorlunda i anstalt än vad de skulle ha gjort i frihet och att sättet de lever i fängelse gör att de vid frisläppning har svårt att anpassa sig till omgivningen. År 1966 bildades ett Riksförbundet för kriminalvårdens humanisering KRUM, som hade som syfte att göra den svenska kriminalvården mer öppen. KRUM krävde reformer av fängelserna i humanitär riktning. Förbundet ville bland annat att brevcensur skulle slopas, begränsa isoleringsstraff och införa marknadsmässiga löner. Kritiken mot Sveriges kriminalvård från bland annat KRUM fick effekt och de principer som väglett arbetet med brottsbalken ansågs som föråldrade. Brottens svårighetsgrad hos olika brottstyper ansågs ha prioriterats felaktigt. Skadorna som följde av stölder och andra förmögenhetsbrott var små. Den svenska befolkningen ansåg att vissa mer moderna brott, som exempelvis skattebrott, var mer allvarliga. Detta var något som straffrättssystemet inte speglade.
Den första framgången för KRUM var en planerad serie om sex stora industrifängelser som stoppades. Kritiken av fängelserna hade startat redan innan KRUM bildades. De stora och slutna fängelserna gav felaktigt intryck av fångarnas farlighet och ansågs som inhumana. KRUM tog initiativet till ett uppror mot den fortsatta uppbyggnaden av industrifängelser. Många skrev på upproret och bland dessa fanns flera tjänstemän inom kriminalvården som fängelsepsykologen Tomas Tranströmer. Två senare statsministrar, Ola Ullsten och Ingvar Carlsson, skrev också på.
Kumlaanstalten byggdes färdig medan Österåkersanstalten endast byggdes hälften så stor än vad som var tänkt från början och serien av resterande fängelser stoppades. En mängd fängelsestrejker och uppror genomfördes 1970 på fängelser runt om i Sverige och innefattade främst hungerstrejker. Strejken började den 22 oktober 1970 på Österåker och spred sig senare till andra anstalter runt om i Sverige. Fångarna på Österåker protesterade bland annat mot rastgårdarnas utformning och arbetstvånget. Fler fängelser anslöt till strejken och till slut hade strejken som var samordnad av KRUM, 2600 deltagande fångar. Kriminalvårdsstyrelsen blev pressad till förhandling med fångarna och detta resulterade i att den svenska kriminalvården förändrades från grunden. Aldrig tidigare hade fångarna själva fått vara med och berätta om utformningen av vården som de själva var satta under. Strejken bidrog till den kriminalvårdsreform som arbetades fram under åren som kom.

### Kritik mot behandlingstanken
Debatten under slutet av 1960-talet utmärktes också av kritik mot behandlingstanken, det vill säga idén om att straff kan ersättas av vård och behandling som är inriktad på orsakerna till att den dömde begår brott. Kritiken riktades mot en kriminalpolitik och även ett straffsystem som ansågs vara styrt av vetenskaper som var individinriktade. Istället för att kriminalpolitiken bygger på individförklaringar ansåg behandlingskritikerna att den borde bygga på socioekonomiska och strukturella förklaringar av brottsligheten.
Ett argument mot behandlingstanken var att den i praktiken resulterade i att de som redan var svårt utsatta socialt drabbades av straffsystemet och att straffrätten därför hade en stark social slagsida. En annan central kritik av behandlingstanken var att den förutsätter att de brottsproblem behandlingstanken är menad att lösa inte längre anses utgöra en riktig beskrivning av verkligheten. Alla människor kan begå brott enligt den kriminologiska forskningen och detta använder kritiker som motbevis för behandlingstanken. Kritiker menar att behandlingstanken inte är effektiv eller rättvis.

### Kriminalvårdsberedningen
Under slutet av 1960-talet verkade en rad utredningar på kriminalvårdens område. Kommittén för anstaltsbehandlingen inom kriminalvården hade bland annat till uppgift att föreslå en lag som kunde ersätta den lag som gällde behandling i fångvårdsanstalt. En utredning arbetade med frivårdens organisation och behov. Andra utredningar arbetade med frågor rörande narkomanvården, tillsynspersonal och trafiknykterhetsbrott. Det fanns behov av att samordna och prioritera reformförslagen. Därför tillsattes en kriminalvårdsberedning  år 1971 med uppgift att samordna förslagen från olika utredningar inom kriminalvårdens område. Kriminalvårdsberedningen hade också i uppgift att göra en bedömning av de, då, aktuella kriminalvårdsfrågorna samt göra upp en plan för hur reformarbetet skulle gå till.
I augusti 1972 lade Kriminalvårdsberedningen fram sitt betänkande. Det föreslogs olika insatser på kriminalvårdens område och dessa synpunkter kom att ligga som grund för de förslag till kriminalvårdsreformen som framfördes år 1973 och som i stort sett antogs av riksdagen samma år. Beslutet innebar att under en femårsperiod skulle kriminalvårdens verksamhet genomgå en förändring.

## Reformen
Kriminalvården reformerades genom att 1964 års lag om behandling i anstalt år 1974 ersattes av lagen om kriminalvård i anstalt. Kriminalvårdsreformen bestod av fyra grundtankar. Den första tanken var att frivården skulle vara det första och naturliga alternativet och därmed underströks tanken om det minsta möjliga ingripandet. Den andra och tredje grundtanken lyfte fram normaliseringsprincipen och närhetsprincipen. Det innebar vikten av verksamhet som gynnar den dömdes anpassning och social service skulle utnyttjas samt att personen skulle placeras på ett fängelse nära dennes hemort. På så sätt skulle det underlätta för den dömde att behålla sociala kontakter och skapa en trygghet. Den fjärde grundtanken innebar en samverkan inom kriminalvårdens verksamhet. På så sätt främjades en sammanhållen kriminalvård. Det betonades att den enskildes möjligheter till anpassning till ett liv i frihet inte förbättras av fängelse och en utbredd uppfattning är att bättre resultat nås med frivård ur individualpreventiv synpunkt.
Efter kriminalvårdsreformen 1974 lugnade den kriminalpolitiska debatten ner sig under några år och det skedde heller inte några större förändringar gällande kriminalvårdens verksamhet. Reformen bidrog till ökade resurser och att mer personal anställdes. På så sätt blev det färre klienter per kriminalvårdare. Frivården byggdes ut under 1970-talet och övertog ansvaret för handläggningen av frigivningen från lokalanstalterna. Det innebar nya arbetsuppgifter för frivården.
Ytterligare en konsekvens av kriminalvårdsreformen 1974 var att anstaltsstrukturen förändrades. Stora anstalter ansågs inte längre lämpliga för sitt ändamål och därför byggdes mindre anstalter med ett 40-tal platser vardera. Dessa mindre anstalter låg också närmare de omgivande samhällena.
Kriminalvårdarens yrkesroll omvandlades under 1980-talet och gick från att tidigare ha ansetts vara fångvaktare och väktare till en yrkesroll som blev mer lik socialarbetare och vårdare. De som anställdes skulle ha gymnasiekompetens och gärna även högskolekompetens. Om fångarna behandlades med vård som präglades av förståelse och optimism ansågs det att de dömda kunde påverkas till det bättre.
Reformerna som genomfördes under 1970-talet innebar stora utgifter för staten. Kostnaderna ökade enligt Statskontoret med ca 170 procent per anstaltsdygn mellan åren 1960 och 1975. Under samma period minskade även produktiviteten. Orsaken till detta var bland annat en förändrad lagstiftning som fokuserade på individuellt utformad vård. Det gjorde i sin tur att det behövdes fler anställda. Mellan åren 1960 och 1980 ökade personalstyrkan från 2 700 till 6 000 anställda. Det skapades också under 1980-talet en ny vårdarroll. Den innebar att vårdaren omvandlades från väktare till socialarbetare. Vårdarens utbildningskrav ökade också efterhand.
I samband med reformen bytte Sveriges fängelser namn till kriminalvårdsanstalter från det tidigare namnet fångvårdsanstalter. Sedan reformen 1974 är kriminalvården ansvarig för svensk kriminalvård och därmed verkställandet av straff.

## Efter kriminalvårdsreformen
År 1989 skedde vissa förändringar i brottsbalkens påföljdssystem. Detta var enligt kritiker en reaktion på den alltför generösa behandlingstanken. De nya förändringarna betonade att ett straff ska stå i proportion till det begångna brottet samt allas likhet inför lagen. Den centrala utgångspunkten för bestämmandet av påföljden skulle vara brottets straffvärde. Dock ersatte inte förändringen tanken om behandling i anstalt. Det blev snarare ett tillägg i brottsbalkens påföljdssystem.

I samhället var det accepterat att kriminalvården kostade mycket pengar och det fanns en politisk samsyn gällande kriminalvårdsfrågorna. Trots detta ansågs fängelserna vara dyra och det skulle undvikas en större utbyggnad. Det infördes 1983 en halvtidsfrigivning för att 10 år senare delvis avskaffas. Halvtidsfrigivningen innebar att alla intagna med strafftider över fyra månader skulle villkorligt friges efter att ha avtjänat halva strafftiden. Nya bestämmelser gällande villkorlig frigivning infördes år 1999 vilket gjorde att halvtidsfrigivning försvann helt och hållet. Istället gällde att villkorlig frigivning sker när fängelsestraffet avtjänats till två tredjedelar.  Villkorlig frigivning innebär att en person som dömts till brott friges på prov före strafftidens slut.  

Kriminalvårdens vapen sedan 2005.

Med syfte att effektivisera beslutsfattande, bestämde riksdagen år 1990 att Kriminalvårdsstyrelsen skulle ha möjlighet att delegera beslut till anstalterna eller kriminalvårdsregionerna. År 1998 omorganiserades kriminalvården i syfte att göra det möjligt att bedriva frivårdsverksamhet, anstaltsverksamhet och häktesverksamhet inom samma myndighet. Det resulterade i att ca 150 lokala myndigheter ersattes av 37 kriminalvårdsmyndigheter. Kriminalvårdsstyrelsen tog dock beslut om antalet häkten och anstalter. Styrelsen tog även beslut om var anstalterna och häktena skulle placeras. Det individuella vårdbehovet kom först och därmed skulle den intagna erbjudas rätt behandling på antigen öppen eller sluten anstalt. Detta gjorde att exempelvis principen om att en intagen ska placeras på en anstalt nära personens hemort fick mindre betydelse då rätt vård istället prioriterades.
Under år 2006 omformades Kriminalvårdsstyrelsen och blev istället en enskild statlig myndighet kallad Kriminalvården. Kriminalvården ansvarar för häkten, fängelser och frivård och har i uppdrag att göra samhället tryggare och säkrare samt minska antal återfall i brott. Den har även i uppdrag att utföra transporter åt polisen och migrationsverket samt att transportera klienter mellan domstol, häkte och anstalt.